# Marcus Valerius Messalla (Konsul 226 v. Chr.)
Marcus Valerius Messalla war ein römischer Politiker im letzten Drittel des 3. Jahrhunderts v. Chr.
Messalla war der Sohn des Konsuls von 263 v. Chr., Manius Valerius Maximus Messalla. Von seiner Laufbahn ist lediglich das Konsulat im Jahr 226 v. Chr. bekannt, das er zusammen mit Lucius Apustius Fullo bekleidete. Im Zweiten Punischen Krieg stieß er 210/09 v. Chr. als Flottenpräfekt (praefectus classis) bis Utica vor und verheerte die dortige Küste. Er berichtete dem Konsul Marcus Valerius Laevinus von einer bevorstehenden Bedrohung Siziliens durch die Karthager. Als Laevinus dem Senat die Ernennung Messallas zum Diktator vorschlug, lehnte der Senat dieses Ansinnen ab, woraufhin Quintus Fulvius Flaccus ernannt wurde. Weiteres ist über Messallas Leben nicht überliefert.
Er legte das von seinem Vater ererbte Cognomen Maximus ab. Sein Sohn Marcus Valerius Messalla wurde 188 v. Chr. Konsul.